# Dame Edna Everage

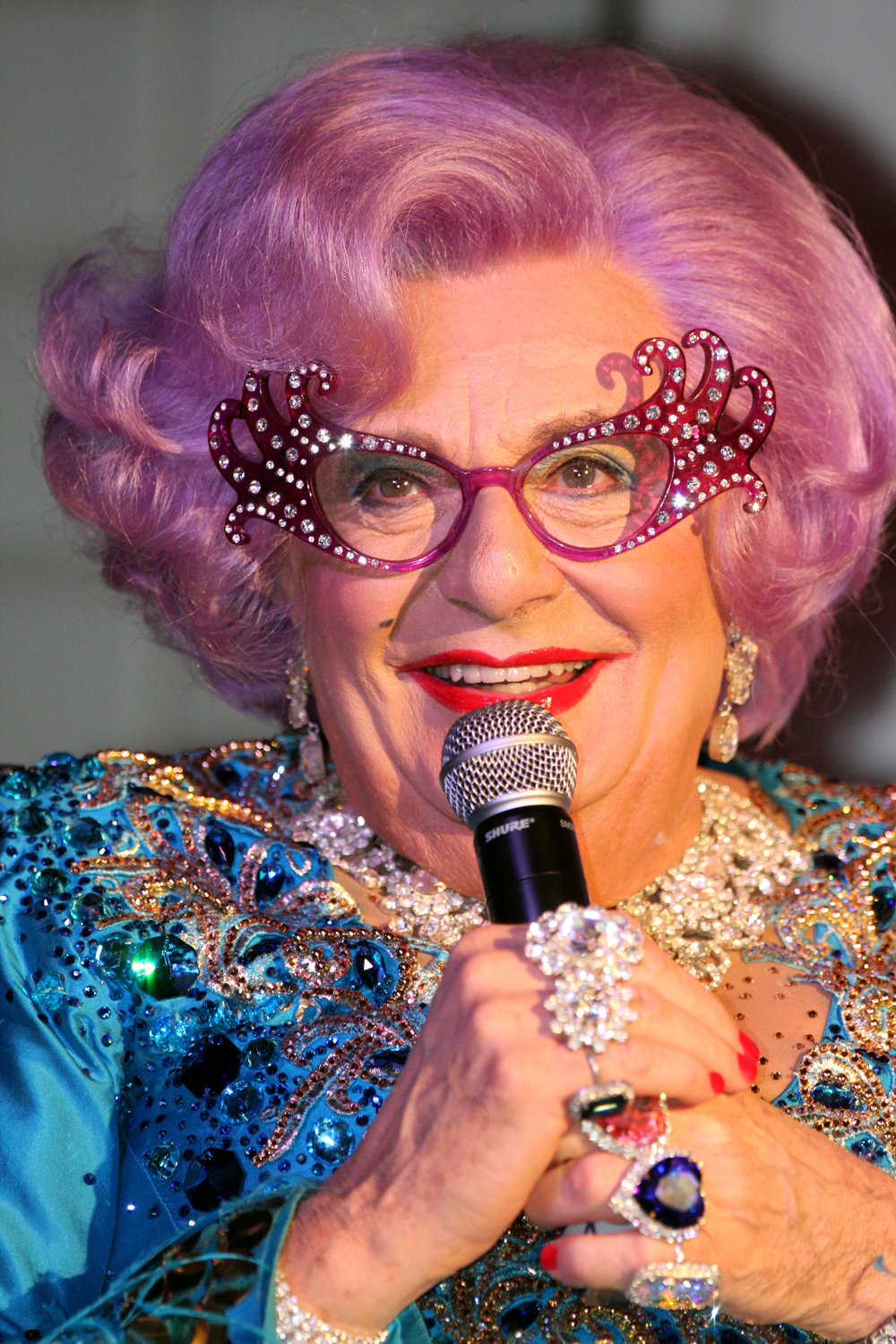
Dame Edna in 2012

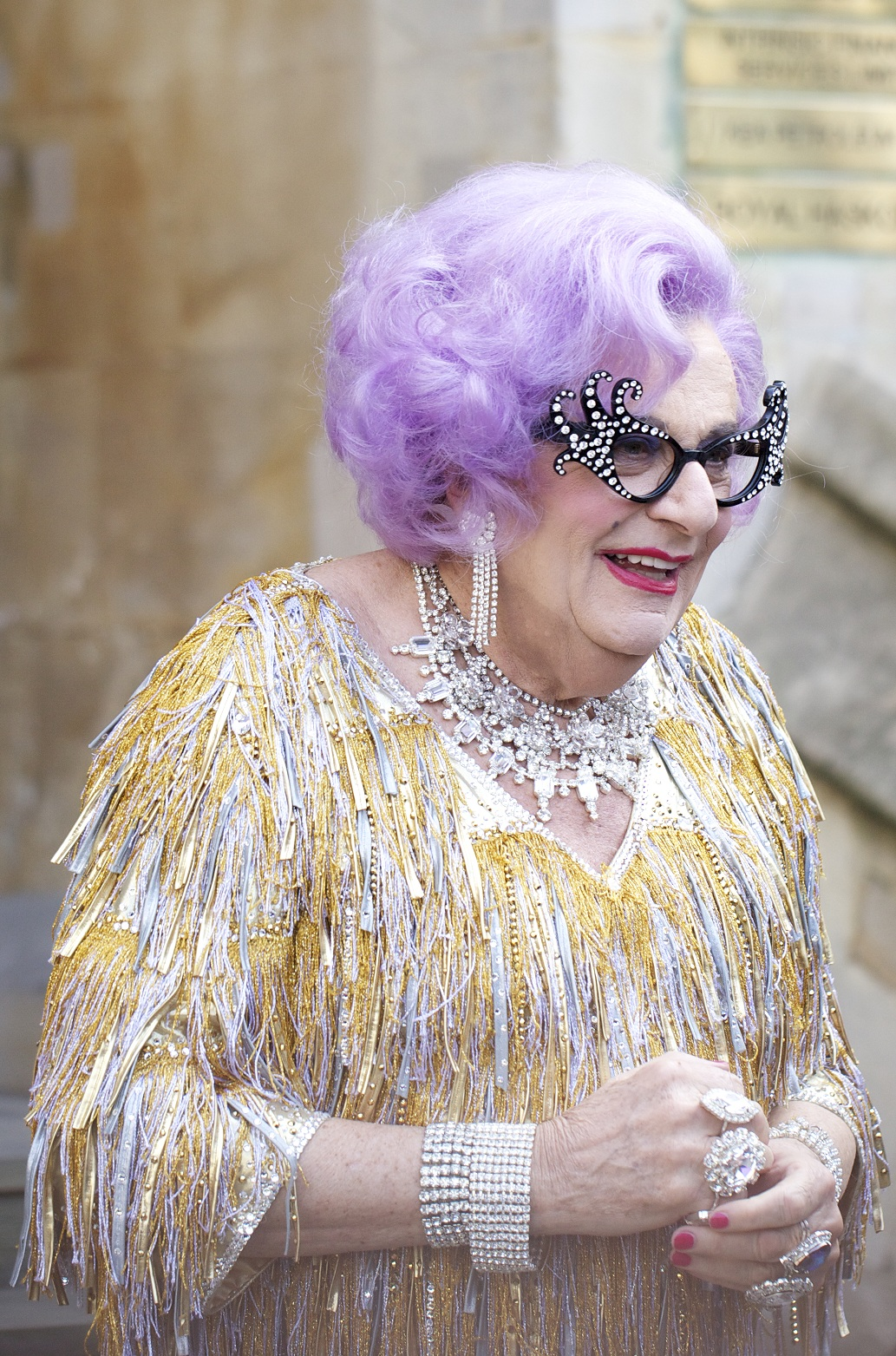
Dame Edna in 2011

Dame Edna Everage was een fictieve televisiepresentatrice en schrijfster. Ze was een creatie van (en werd gespeeld door) de Australische acteur Barry Humphries (1934-2023). Dame Edna, zoals ze meestal werd genoemd, was bekend om haar scherpe satire, haar lila haar, en om haar extravagante jurken, juwelen en brillen.

## Fictieve biografie
Dame Edna was, naar eigen zeggen, geboren als Edna May Beazly in het plaatsje Wagga Wagga. Ze verscheen voor het eerst op het toneel als een "Australische doorsnee-huisvrouw". Haar man Norm Stoddard Everage zou zijn overleden aan prostaatkanker, waarop ze de stichting Friends of the Prostate oprichtte en de World Prostate Olympics in het leven riep. Uit haar huwelijk waren drie kinderen geboren: de kleptomane dochter Valmai en de overduidelijk homoseksuele zoons Bruce en Kenneth (hoewel dat nooit werd uitgesproken - vergelijk Sheridan in Schone Schijn).
Haar vriendin/huishoudster Madge Allsop (een rol van Emily Perry) was geregeld te zien in haar optredens als onderwerp van leedvermaak, maar zei nooit iets terug.
Dame Edna liet blijken dat ze welgesteld was. Ze bezat huizen in Los Angeles, Londen, Sydney, Zwitserland en Martha's Vineyard. Tot haar vele beroemde vrienden rekende ze  koningin Elizabeth II. Wanneer een beroemde gast zich naar haar oordeel misdroeg of te veel aandacht trok in haar talkshow, verdween deze zonder pardon via een valluik van het podium.

## Carrière
Een voorloper van Dame Edna verscheen in 1958 op het toneel. Pas in de jaren zeventig noemde ze zich Dame Edna Evarage en claimde ze haar bijzondere status. Ze presenteerde een groot aantal eigen praatprogramma's en was herhaaldelijk in andere televisieprogramma's, films (Les Patterson Saves the World) en theatervoorstellingen te zien.
Dame Edna speelde zelf met haar fictieve persoonlijkheid. Zo noemde ze Barry Humphries haar manager of "entrepreneur" en gaf ze blijk van haar afkeer van travestie.